# Wilmersdorfer Strasse (Berlins tunnelbana)
Wilmersdorfer Strasse är en tunnelbanestation i Berlins tunnelbana på linje U7 i Charlottenburg. Den öppnade för trafik 1978 som en del i tunnelbanans förlängning till Spandau. Den är ritad av Rainer G. Rümmler. Stationen är en knutpunkt då den ansluter till Berlins pendeltåg och regionaltåg via station Charlottenburg. Wilmersdorfer Strasse är en stor affärsgata med flera butiker och bl.a. en fyravåningars affärsgalleria, Wilmersdorfer Arcaden.

## Galleri

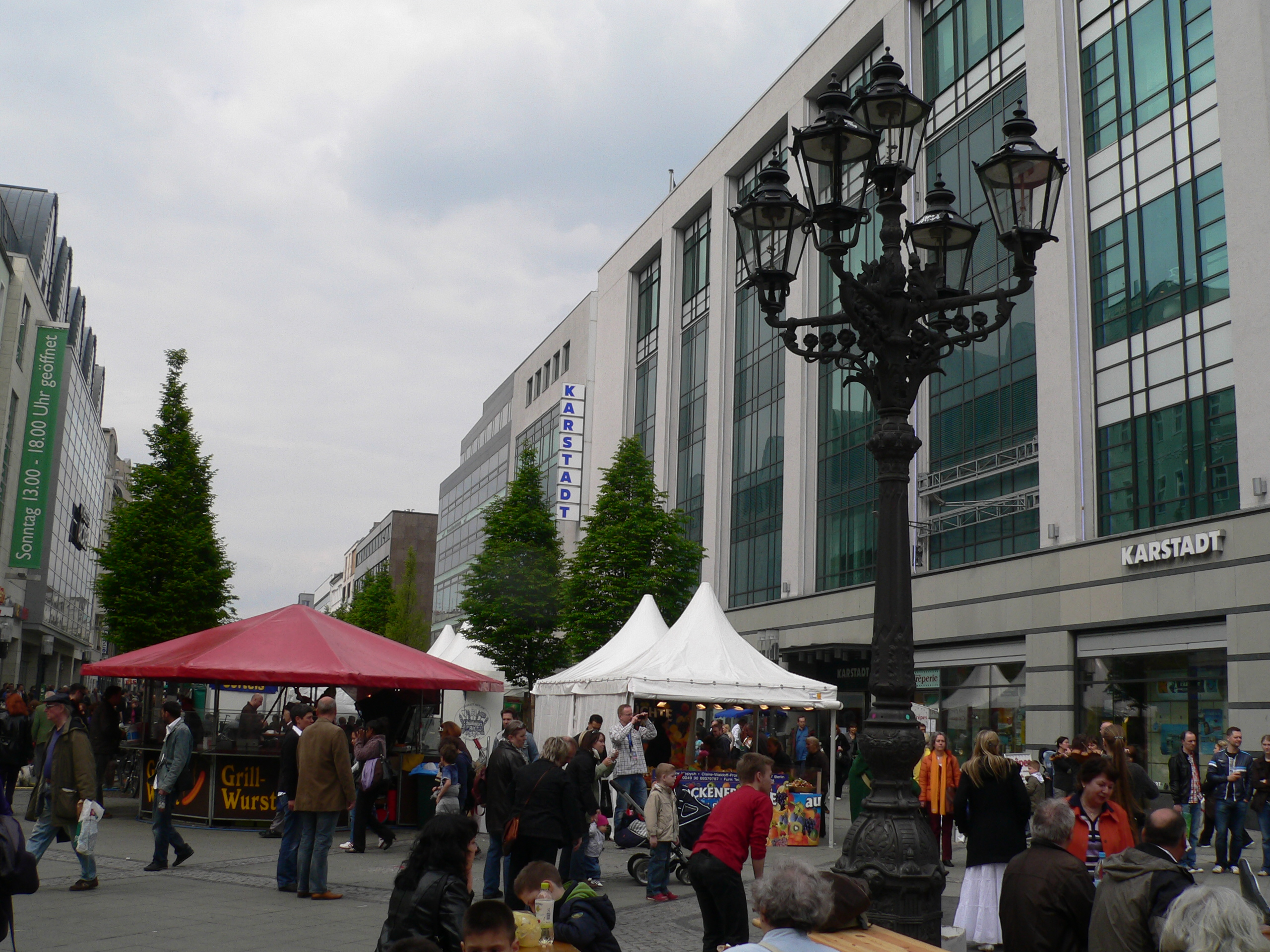
Stationen ligger under gågatan Wilmersdorfer Strasse.
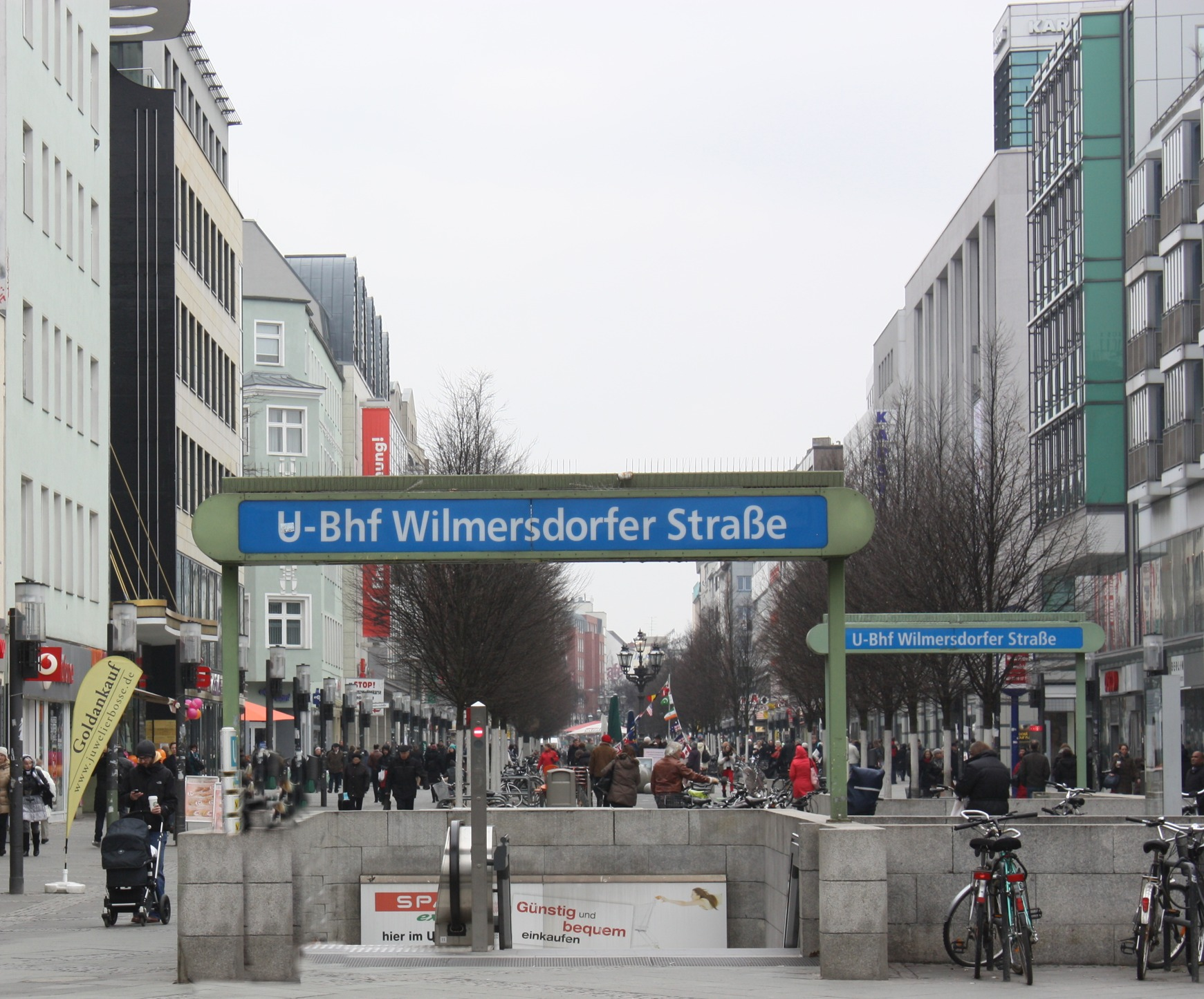
Entré till stationen
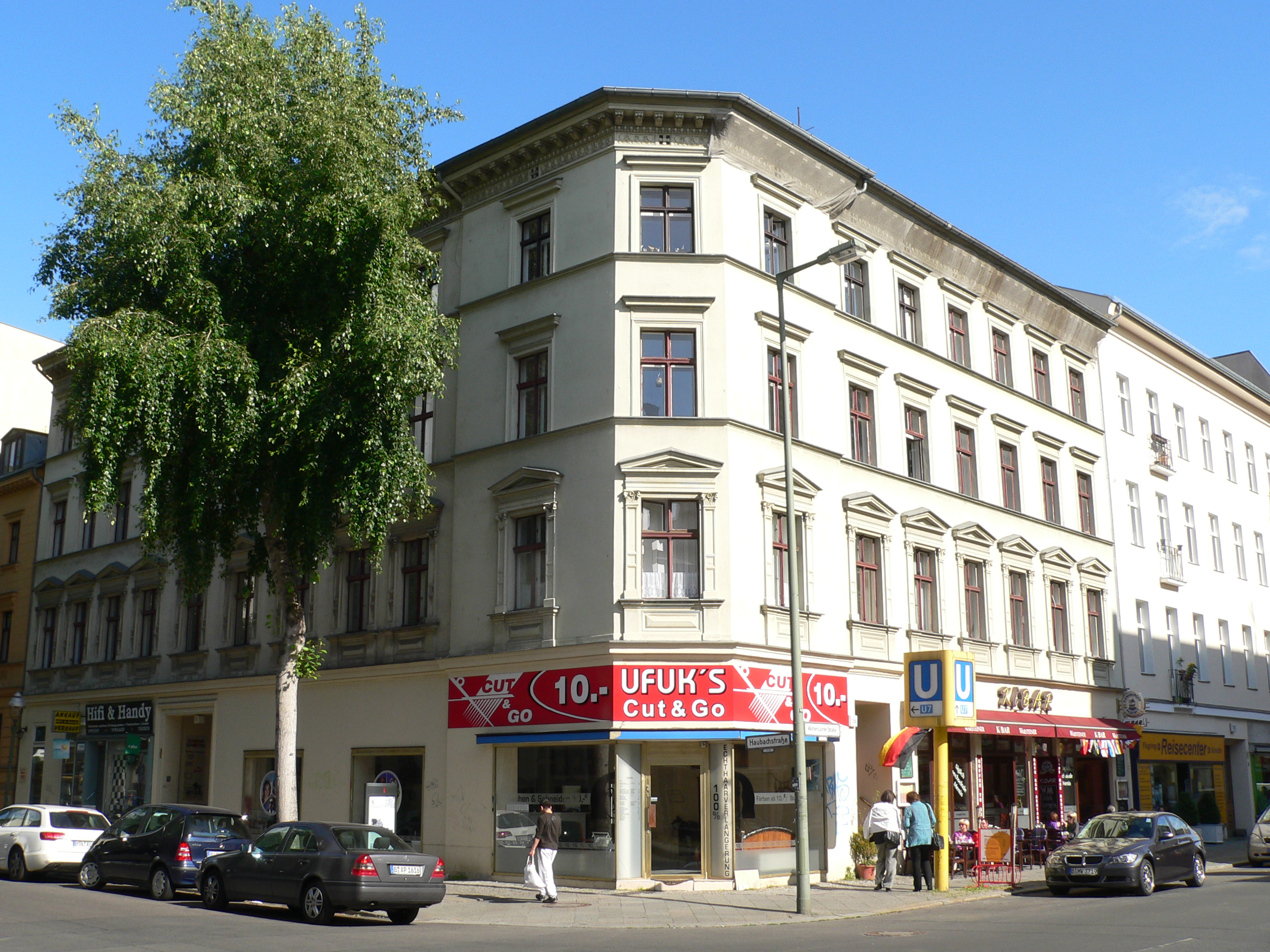
Tunnelbaneskylt nära stationen